# Сцелідотерій
Сцелідоте́рій (Scelidotherium) — рід викопних ссавців ряду неповнозубих. Жили протягом пліоцену і плейстоцену, були поширені в Південній Америці. Він жив від 780 000 до 11 000 років тому, проіснувавши приблизно 0,67 мільйона років.

## Опис

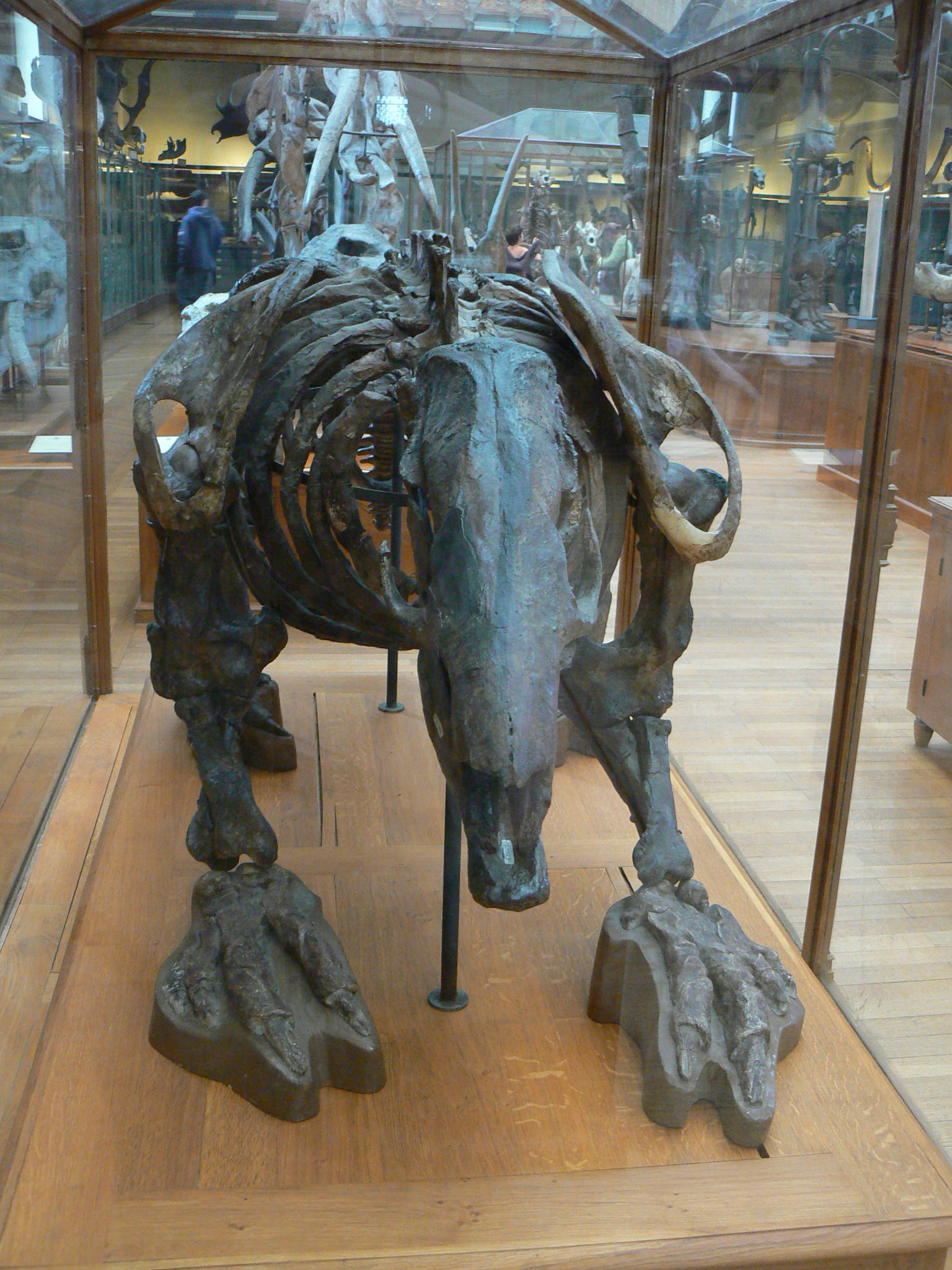
Скелет Scelidotherium leptocephalum

Характеризується видовженою, схожою на голову мурахоїда головою. У викопному поширенні відомий з Аргентини (формації Лухан і Арройо-Секо), Болівії (формація Таріха), Перу (формація Сан-Себастьян), Панами, Бразилії, Парагваю та Еквадору.

## Історія відкриття
У своєму щоденнику «Подорож Бігля» Чарльз Дарвін пише про знахідку майже ідеального викопного Scelidotherium у Пунта-Альта під час своєї подорожі суходолом з Баїя-Бланки до Буенос-Айреса в 1832 році. Він таксономічно приєднав його до мегатеріїв.

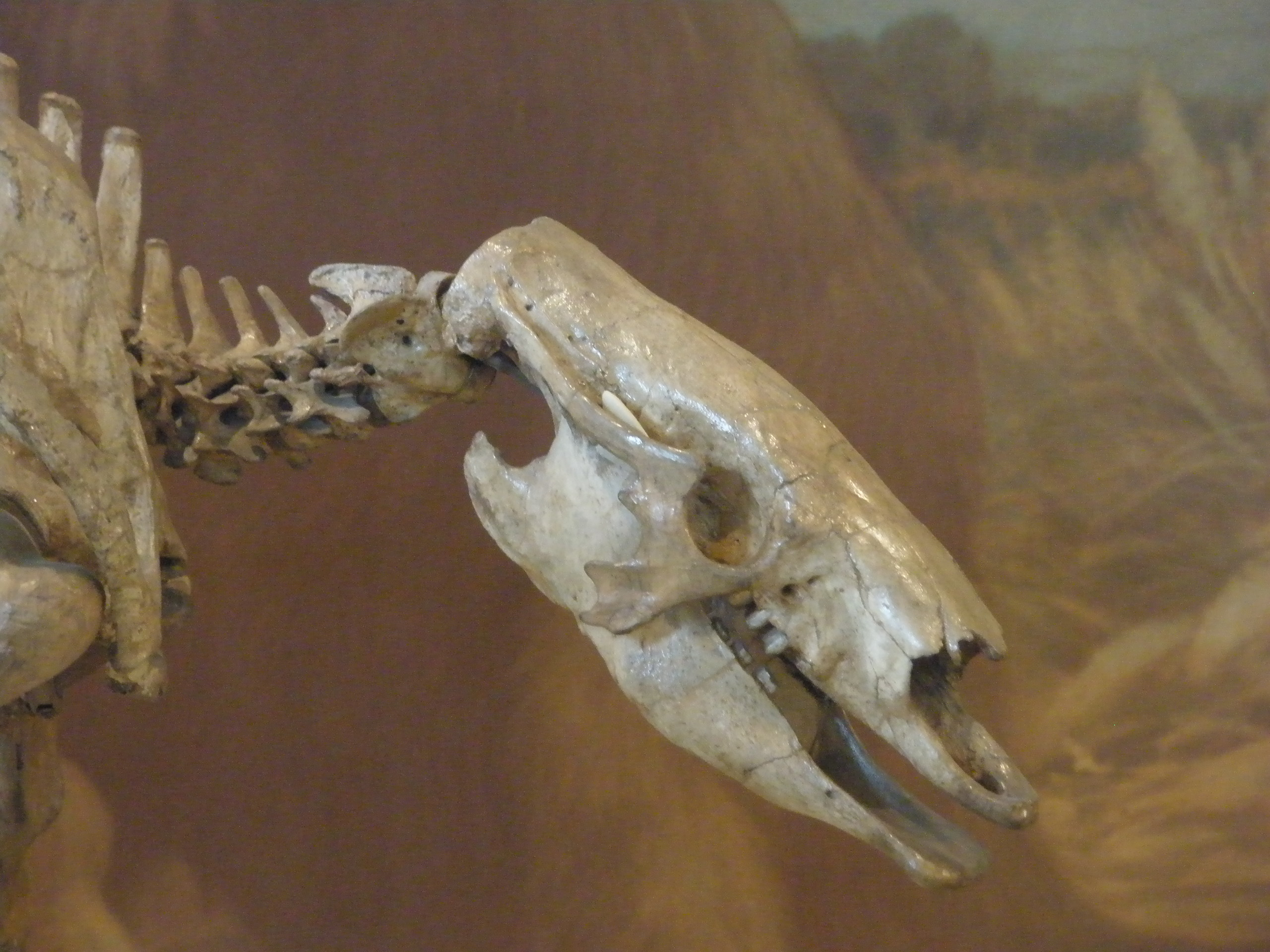
Череп Scelidotherium cuvieri